# Laurence Mason
Laurence Mason es un actor de teatro, cine y televisión estadounidense. Es mejor conocido por sus papeles como Tin-Tin en la película de 1994 El cuervo, Lord Nikon en la película de 1995 Hackers, Sammy Norino en el drama de Fox Prison Break, Luis Sarria en la película de 2001 Ali, Halpern White en el drama criminal de FX The Shield, y Earl Briggs, el chófer de la película The Lincoln Lawyer.

## Carrera
Mason actuó en varias producciones en el Harold Clurman Theatre y el Nuyorican Poets Café, incluyendo apariciones en comerciales, videos musicales de hip hop, trabajos de doblaje y una temporada en One Life to Live. Su primer largometraje fue True Romance (con Tony Scott). Poco después, consiguió un papel en El cuervo con el fallecido Brandon Lee y Hackers junto con Angelina Jolie. Ha tenido papeles recurrentes en The Shield y Prison Break.

## Filmografía
| Año  | Título                       | Papel                    | Notas         |
| ---- | ---------------------------- | ------------------------ | ------------- |
| 1993 | Joey Breaker                 | Lester White             |               |
| 1993 | New York Cop                 | Danny Boy                |               |
| 1993 | True Romance                 | 'Floyd D'                |               |
| 1994 | El cuervo                    | Tin Tin                  |               |
| 1995 | Parallel Sons                | Knowledge Johnson        |               |
| 1995 | The Keeper                   | Jordi                    |               |
| 1995 | Hackers                      | Lord Nikon               |               |
| 1998 | Side Streets                 | Dennis                   |               |
| 2001 | A.I. Inteligencia Artificial | Director Técnico         |               |
| 2001 | Behind Enemy Lines           | Capitán Glen Brandon     |               |
| 2001 | Ali                          | Luis Sarria              |               |
| 2004 | Fronterz                     |                          |               |
| 2007 | The Take                     | Curtis Fellows           |               |
| 2009 | JoJo                         | JoJo                     | Cortometraje  |
| 2009 | Public Enemies               | Portero en Union Station |               |
| 2010 | Detention                    | Officer Straw            | Cortometraje  |
| 2011 | The Lincoln Lawyer           | Earl                     |               |
| 2011 | Killer on the Loose          |                          | Cortometraje  |
| 2013 | Runner Runner                | Governor                 | Sin acreditar |
| 2014 | Stitch                       | Pirino                   |               |
| 2014 | Red Butterfly                | Dutch Fred               |               |
| 2018 | City of Lies                 | Dunton                   |               |

### Televisión
| Año        | Título                          | Papel                 | Notas                                         |
| ---------- | ------------------------------- | --------------------- | --------------------------------------------- |
| 1992       | Hardcore TV                     | Rastaman              |                                               |
| 1993       | Law & Order                     | Roach                 | Episodio: "Born Bad"                          |
| 1994       | lifestories: Families in Crisis | Sergio                | Episodio: "POWER:The Eddie Matos Story"       |
| 1996       | New York Undercover             | Cornell Walker        | Episodio: "Kill the Noise"                    |
| 1998       | homicide: Life on the Street    | Dennis Rigby          | Episodio: "Sins of the Father"                |
| 2000       | Profiler                        | Billy                 | Episodio: "House of Cards"                    |
| 2000       | Judging Amy                     | Johnson               | Episodio: "Zero Tolerance"                    |
| 2000       | The District                    | James Powerswell      | Episodio: "Dirty Laundry"                     |
| 2002       | JAG                             | Lt. Flavin            | Episodio: "Odd Man Out"                       |
| 2002       | First Monday                    |                       | Episodio: "Crime and Punishment"              |
| 1997, 2003 | NYPD Blue                       | Gordo / Crow Taylor   | Episodios: "Bad Rap", "Bottoms Up"            |
| 2004       | CSI: Miami                      | Maurice Dushamp       | Episodio: "Invasion"                          |
| 2005       | Threshold                       | Sheriff Fogel         | Episodio: " The Burning"                      |
| 2005–06    | The Shield                      | Halpern White         | 8 episodios                                   |
| 2007       | In Case of Emergency            | Bill                  | 2 episodios                                   |
| 2007       | Burn Notice                     | Andre Dekker          | Episodio: "Unpaid Debts"                      |
| 2007–08    | Prison Break                    | Sammy Norino          | 10 episodios                                  |
| 2011       | Breakout Kings                  | Born Again Gangster   | Episodio: "Queen of Hearts"                   |
| 2012       | Prime Suspect                   | Frank                 | Episodio: "Stuck in the Middle with You"      |
| 2012       | The Good Wife                   | Jeremy Levitas        | Episodio: "Long Way Home"                     |
| 2012       | Person of Interest              | Doctor                | Episodio: "Matsya Nyaya"                      |
| 2015       | Gotham                          | Detective Ben Mueller | Episodio: "Under the Knife"                   |
| 2016       | Daredevil                       | Star                  | Episodio: "The Dark at the End of the Tunnel" |

### Videojuegos
| Año  | Título                                   | Papel  | Notas |
| ---- | ---------------------------------------- | ------ | ----- |
| 2000 | Shadow Watch                             | Archer | Voz   |
| 2006 | Tom Clancy's Splinter Cell: Double Agent |        | Voz   |